# 乙骨淑子
乙骨 淑子（おつこつ よしこ、1929年（昭和4年）7月7日 - 1980年（昭和55年）8月13日）は、日本の児童文学作家。

## 生涯
東京都出身。私立桜蔭高等女学校（現：桜蔭中学校・高等学校）卒業。1954年、柴田道子らと同人誌「こだま」を創刊して以来、創作活動に専念。1964年『ぴいちゃあしゃん』でデビュー。本作は、1965年に厚生省・児童福祉審議会推薦図書特別賞を受賞した。代表作の1つである『十三歳の夏』は、1977年に少年ドラマシリーズの1つとしてテレビドラマ化された。のちに、フジテレビでも森光子主演で再びドラマ化された。
1980年8月13日、癌のため、51歳で逝去。『ピラミッド帽子よ、さようなら』は未完の遺作となった。本作品は版元の理論社社長・編集者の小宮山量平によって、エンディングが補完されて出版された。
没後、理論社より『乙骨淑子の本』（全8巻）が刊行された。

## 主な作品
- 『ぴいちゃあしゃん』理論社、1964年 - 愛蔵版（1975年）
- 『八月の太陽を』理論社、1966年 - 愛蔵版（1978年）
- 『こちらポポーロ島応答せよ』大平出版社、1970年
- 『青いひかりの国』理論社、1971年
- 『合言葉は手ぶくろの片っぽ』岩波書店、1978年 - 岩波少年文庫（1996年）
- 『十三歳の夏』あかね書房、1974年
- 『ピラミッド帽子よ、さようなら』理論社、1981年 - 復刻版（2010年）[3]、ソフトカバー版（2017年）[3]（復刻版解説は最首悟、ソフトカバー版解説は新海誠[4]）。
- 『すなの中に消えたタンネさん』（『読んでおきたい4年生の読みもの』学校図書、1997年に収録）
- 『乙骨淑子の本』 理論社 1985-86
  - 『1 ぴいちゃあしゃん』（解説：鶴見俊輔）
  - 『2 八月の太陽を』（解説：奥田継夫）
  - 『3 こちらポポーロ島応答せよ』（解説：野上暁）
    - 『すなの中に消えたタンネさん』を併録

  - 『4 青いひかりの国』（解説：掛川恭子）
    - 『まいにちがたんじょうび』を併録

  - 『5 十三歳の夏』（解説：今江祥智）
  - 『6 合言葉は手ぶくろの片っぽ』（解説：山下明生）
  - 『7 ピラミッド帽子よ、さようなら（1）』（解説：最首悟）
  - 『8 ピラミッド帽子よ、さようなら（2）』（解説：上野瞭）[3]